# راج تارون
راج تارون (بالتيلوغوية: రాజ్ తరుణ్)‏ هو ممثل هندي، ولد في 11 مايو 1992 في الهند.

## وصلات خارجية
- راج تارون على موقع IMDb (الإنجليزية)
- راج تارون على موقع ميوزك برينز (الإنجليزية)
- راج تارون على موقع قاعدة بيانات الفيلم (الإنجليزية)